# 蹴る (映画)
『蹴る』（KICK）は、2018年製作の日本映画。2018年10月25日からの第31回東京国際映画祭にてワールドプレミア上映。

## 概要
「プライド in ブルー」「アイ・コンタクト」の中村和彦が、監督・プロデュース・撮影・編集を担当。電動車椅子サッカーのワールドカップを目指す選手たちを6年にわたって撮影したドキュメンタリー映画。

## ストーリー
電動車椅子サッカーの大会で活躍する永岡真理の姿から作品は始まる。激しい接触による転倒の後も試合に復帰した永岡は大会MVPを獲得し、2013年1月には男女混合で行われる電動車椅子サッカーで女性初の日本代表選手に。しかし、オーストラリアでのアジア・太平洋・オセアニア地域カップ（APOカップ）では優勝に沸く代表チームの中で永岡は失意を味わう。一方、中村のカメラは徐々に他の代表選手にも向けられ、特に東武範についての記録が多くなる。家族や交際相手、ヘルパーやサポーターなどの支援も受けながら日常生活と闘病を過ごす彼らには、サッカーを愛する共通の情熱と、それぞれ異なる個人の事情があった。そのような日々の中、延期されていた電動車椅子サッカーのワールドカップが2017年にアメリカで開催されることになり、新たな挑戦が始まる。

## キャスト
特記のない場合、この節は『蹴る』公式サイトの紹介より。基本的には撮影が終わった2017年時点での情報となる。
- 永岡真理 - 横浜クラッカーズ所属、横浜市在住。監督の中村が本作品撮影のきっかけとし、「主演女優」として扱った選手。生誕時から脊髄性筋萎縮症(SMA)を発症し、歩いたことはない。小学2年生の時から電動車椅子サッカーを始め、チームの主力に。女性初の日本代表選手となるが、その中で模索と葛藤を続ける。劇中では東洋英和女学院大学の卒業式とその後の入社式も描かれ、映画公開時には勤務先である株式会社マルハンの広報ブログでも紹介された[1]。
- 東武範 - ナンチェスター・ユナイテッド鹿児島所属、鹿児島県日置市在住[2]。筋ジストロフィーにより小学5年生の頃から車椅子を利用。自他共に認める「サッカーバカ」として華麗なテクニックを見せる。しかし、弱る身体とサッカーへの情熱を考え、自らにある決断を下してワールドカップに挑む。永岡と共にこの映画のポスターにも登場した。

- 北沢洋平 - レインボーソルジャー（東京）所属。筋ジストロフィーにより電動車椅子を使用。映画の中では私生活の様子も撮影された。
- 吉沢祐輔 - レインボーソルジャー所属。筋ジストロフィーによる呼吸困難が起きていたが、呼吸器を付けながらプレーをする事になって、日本代表への復帰を果たした。
- 竹田敦史 - 横浜クラッカーズ所属。脳性麻痺による電動車椅子使用者。永岡のチームメイトで、40歳で初のワールドカップ出場を目指す。
- 三上勇輝 - 横浜クラッカーズ所属。脳性麻痺という点も竹田と同じ。サラリーマンとして電車通勤もしながら電動車椅子サッカーを続ける。チームのムードメーカーとしての役割も。
- 有田正行 - レッドイーグルス兵庫所属。SMA患者。前回、2011年11月のワールドカップで得点王。映画に登場する電動車椅子サッカープレーヤーでは唯一の既婚者で、健常者の妻の支えでワールドカップへの連続出場を目指す。
- 飯島洸洋 - 長野FCクラッシャーズ所属。映画では「ウールリッヒ病」と紹介された、先天性筋ジストロフィーのウルリッヒ型患者。戦術研究に余念がなく、前回ワールドカップに出場した実力者だが、迫るワールドカップには出場できない事情がある。
- 内橋翠 - レインボーソルジャー所属。SMA患者で、永岡に続く2人目の女性日本代表選手としてワールドカップ出場を目指す[3]。
- 内海恭平 - レッドイーグルス兵庫所属。
- 塩入新也 - ナンチェスター・ユナイテッド鹿児島所属。鹿児島県霧島市在住[2]。日本代表のキャプテン。東のチームメイトで、代表でも息の合ったコンビネーションを見せる。

- 北澤豪（日本障がい者サッカー連盟(JIFF)会長） - 元サッカー日本代表（男子フル代表）選手。社会貢献活動に熱心で、電動車椅子サッカーの普及会にも参加。そこで会った永岡に、自らの経験も交えながらアドバイスを与える。
- この他、公式サイトでは紹介されていないクレジットの出演者として、ブラインドサッカー日本代表の主将だった落合啓士、永岡の主治医である鈴木ゆめなどがあり、落合と鈴木はポレポレ東中野での劇場公開時にトークイベント（後述）で参加した。

## 製作
サッカー日本女子代表（なでしこジャパン）が2011 FIFA女子ワールドカップ（ドイツ大会）で優勝した前日（7月16日）、電動車椅子サッカーの日本代表対関東選抜代表の試合を取材した中村和彦が、この試合に唯一の女子選手として関東選抜に選ばれて活躍した永岡真理に衝撃を受け、4年後のワールドカップに日本代表として選ばれる姿を撮りたいという希望を受けた永岡が了承して、同年8月に撮影が開始された。永岡の所属する横浜クラッカーズの練習風景や同チームのクラブ大会優勝、鹿児島在住の東や塩入を含めた各代表選手の自宅訪問、オーストラリアでのAPOカップなどの取材が続き、さらにワールドカップが2015年から2017年へ延期されたこともあって製作費がかさんだ。監督の中村は介護資格を取得して取材での活用と資金充填に使った他、映画製作委員会に参加した「らくだ」スタジオの協力、文化庁からの助成金獲得、配給費用に向けたクラウドファンディングによる198人・団体からの寄付などを受け、6年をかけて撮影が終了し、その1年後に公開へこぎ着けた。

## 封切り
2018年の第31回東京国際映画祭での企画「GOAL! GOAL! GOAL! -フットボール映画ベストセレクション-」で『蹴る』のワールドプレミア上映が行われることになり、10月26日深夜（27日未明）にTOHOシネマズ六本木ヒルズで行われた。上映前のトークショーには監督の中村が登場したほか、映画祭初日の10月25日に行われた開会イベントでは中村・永岡・北澤の3名が登場してレッドカーペットを踏んだ。
2019年2月16日にはヨコハマ・フットボール映画祭での上映が行われた。同映画祭は東京国際映画祭とのコラボレーションで上記の「～フットボール映画～」を企画、その後の配給についても担当することになった。また、同映画祭内の企画として行われた「フットボール文化祭」では、映画『蹴る』や電動車椅子サッカーに関する展示紹介も行われた。
2019年3月23日から4月26日までは東京・東中野のポレポレ東中野で初の劇場公開が行われた（単館上映）。この上映では中村が常時登壇したのに加え、初日には日本プロサッカーリーグ（Jリーグ）副理事長の原博実が永岡と共に登場し、公開期間中には出演者の吉沢・落合・鈴木をはじめ、聴覚障害者によるデフサッカー（参考：日本ろう者サッカー協会）、脳性まひ者7人制サッカー（CPサッカー）、精神障害患者によるソーシャルフットボールといったJIFF参加各団体の関係者、およびサッカーライターの木村元彦や宇都宮徹壱などが日替わりで登場した。
ポレポレ東中野での上映終了後は、映画館での1～2週間程度の上映、ヨコハマ・フットボール映画祭と連携する各地のフットボール映画祭での単発上映、障害者団体のイベントや出演者の地元などでの上映会などが全国各地で続けられている。7月27日、および8月3日と8月4日には鹿児島市内での上映が行われ、東京や横浜での上映時イベントには参加しなかった東や塩入が登場した。各地の映画上映では漫画家の森下裕美が協力し、自らの作品「少年アシベ」に登場する「ゴマちゃん」も登場するイラストを公開した。

## 作品の評価
公開時の『蹴る』公式サイトには、サッカー日本代表元監督でFC今治オーナーの岡田武史、サッカーライターの木村元彦、自らも電動車椅子を利用する作家の乙武洋匡の3人が推薦のコメントを寄せた。
2018年12月には文部科学省の特別選定映画に指定された（少年向き／青年向き／成人向き）。2019年4月13日深夜（14日未明）にはテレビ東京系のサッカー番組「FOOT×BRAIN」のサッカー映画特集の中で『蹴る』が取り上げられ、同番組司会の勝村政信が番組内のコラムで映画の内容を称讃し、多くの人の作品鑑賞と電動車椅子利用者への理解を願う感想を寄せた。

## 後援
- (公財)日本サッカー協会
- (公財)日本障がい者スポーツ協会
- (一社)日本障がい者サッカー連盟
- (一社)日本電動車椅子サッカー協会
- (特非)日本ブラインドサッカー協会
- (一社)横浜市医師会
- (一社)日本筋ジストロフィー協会
- (一社)全国肢体不自由児者父母の会連合会
- ＳＭＡ家族の会